# 库库塔
库库塔（西班牙語：Cúcuta）是哥伦比亚北桑坦德省的首府，位于该国北部，接近哥伦比亚与委内瑞拉的边境，因此是个重要的商业城市。库库塔是哥伦比亚宪法指定的特区之一，共同构成了南美洲最繁忙的国际边界，有公路连接波哥大、加拉加斯和卡塔赫纳，服务该城的空港卡米洛·达萨国际机场是哥伦比亚流量最高的机场之一。
根据2005年的人口普查，库库塔的人口为918,942人，是哥伦比亚的第5大城市；包括其他6个市的库库塔都会区的人口则为1,298,187人。近几年来该城的失业率为全国最低。
库库塔位于东科迪纳拉山脉之中，平均海拔高度为320米，由泛美公路连接委内瑞拉。全市面积1176平方千米，占北桑坦德省的5.65%。平均气温28摄氏度，降雨量1,040毫米。